# Pseudopallene laevis
Pseudopallene laevis là một loài nhện biển trong họ Callipallenidae. Loài này thuộc chi Pseudopallene. Pseudopallene laevis được miêu tả khoa học năm 1881 bởi P.P.C. Hoek.